# Сінгкіл

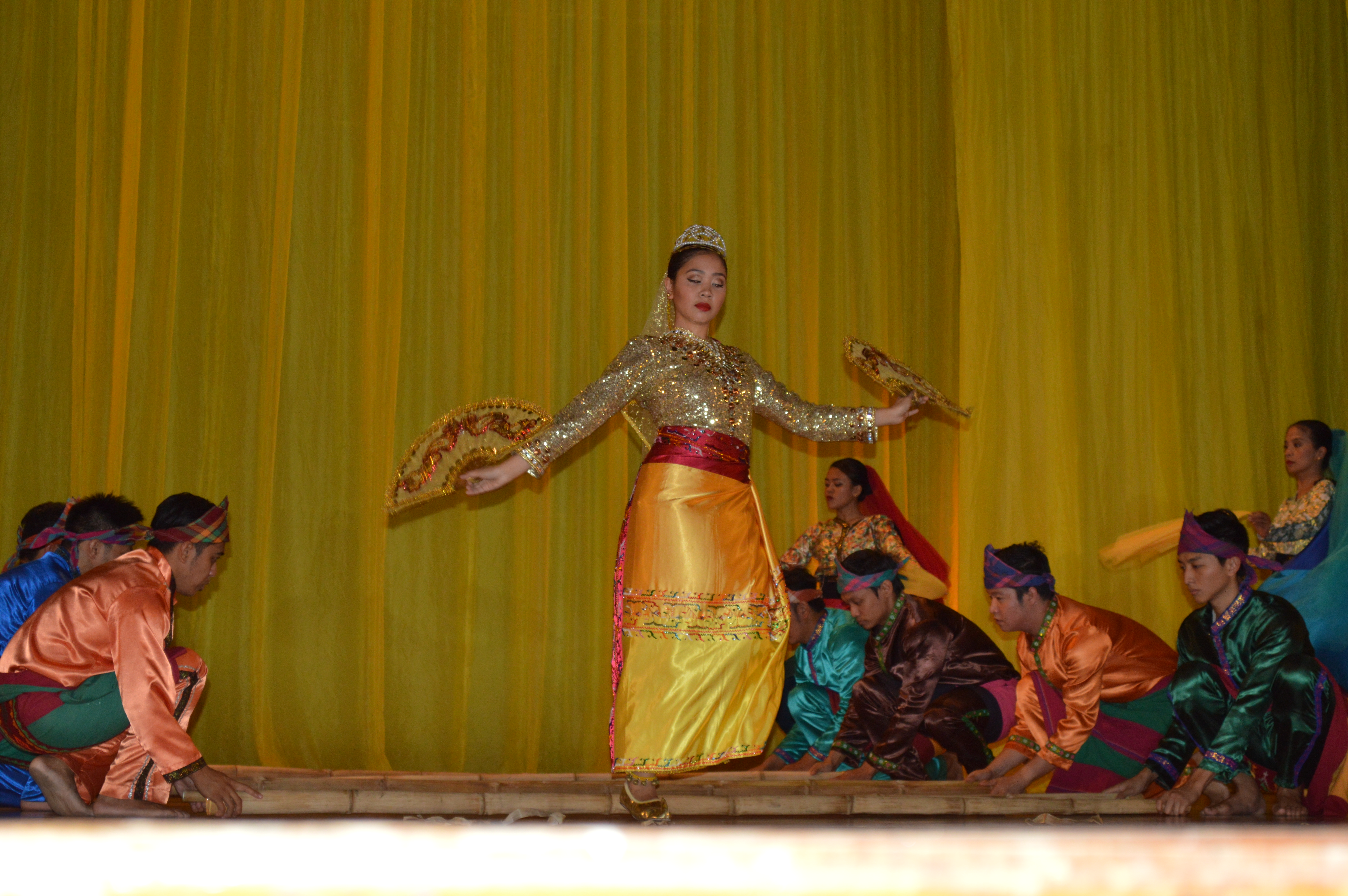
Головна танцівниця Сінгкіла, що зображує принцесу Маранао

Сінгкіл (або Sayaw sa Kasingkil ) — народний танець племені Маранао з озера Ланао, що зображує один із епізодів епічної поеми «Даранген», яку популяризувала Філіппінська національна народна танцювальна трупа Баяніхан.

## Опис
Сінгкіл походить від народу маранао, який населяє береги озера Ланао. Це повторний переказ епізоду з епічної легенди Маранао про Даранген, у якому йдеться про порятунок принцеси Гандінґан (викраденої діватою) легендарним принцом Бантуганом. Це популярний танець, який виконується під час святкувань та інших святкових розваг. Спочатку лише жінки, особливо королівські особи, танцювали сінгкіл, який служить або свідомою, або несвідомою рекламою для потенційних женихів. Свою назву танець отримав від важких кілець, які носили на щиколотках мусульманської принцеси. Ансамбль кулінтанг і агунг завжди супроводжує танець.

## Адаптації

### Баяніхан
Коли танцювальна компанія Bayanihan почала виконувати  Сінгкіл, традиційний танець був адаптований для передачі західної естетики. Зображення Баяніхана, назване Танцем принцеси або Королівським танцем з віялом Маранао, стало настільки популярним, що його часто приймають за автентичну версію танцю.
Помітною варіацією від оригіналу є включення танцюристів-чоловіків, як хлопаків на жердині та в ролі принца Раджі Бантугана. Також були додані додаткові набори бамбукових палиць, що перехрещуються.

### Інші версії
Фестивалі PCN (піліппінська культурна ніч), які проводять іноземні студентські групи та інші театральні танцювальні компанії, модернізували інтерпретацію танцю, що призвело до неортодоксальних зображень Сінгкілу навіть найповажнішими філіппінськими хореографами народного танцю.

## У фільмі
Сінгкіл був виконаний в американському незалежному фільмі «Дебют» 2001 року. Режисером фільму став американський філіппіно-режисер Джин Каджайон, а головну роль зіграв Данте Баско. У фільмі відображена суть філіппінських традицій і їх поєднання з сучасною американською культурою.